# Richha
Richha är en ort i Indien.   Den ligger i distriktet Bareilly och delstaten Uttar Pradesh, i den norra delen av landet, 220 km öster om huvudstaden New Delhi. Richha ligger 187 meter över havet och antalet invånare är 19 459.
Terrängen runt Richha är mycket platt. Runt Richha är det tätbefolkat, med 735 invånare per kvadratkilometer. Närmaste större samhälle är Baheri, 9,2 km norr om Richha. Trakten runt Richha består till största delen av jordbruksmark.